# The Hunger Project
El Proyecto Hambre en inglés: The Hunger Project (THP) es una organización internacional con base estadounidense comprometida con el fin sostenible del hambre en el mundo. Fue fundada en 1977.
Tiene programas en curso en África, Asia y América Latina, donde implementa programas dirigidos a movilizar a las comunidades rurales de base para lograr un progreso sostenible en salud, educación, nutrición e ingresos familiares.